# Martin-pêcheur méninting
Alcedo meninting
Espèce
Statut de conservation UICN

 LC  : Préoccupation mineure
Le Martin-pêcheur méninting (Alcedo meninting) est une espèce d'oiseaux de la famille des Alcedinidae.

## Répartition
Le martin-pêcheur méninting se trouve en Inde et en Asie du Sud-Est.

## Habitat
Cet oiseau vit près des ruisseaux, des rivières et des lacs dans les forêts tropicales denses et dans les forêts de bambous en dessous de 1000 m. Il est aussi abondant dans les rizières proches de la forêt.

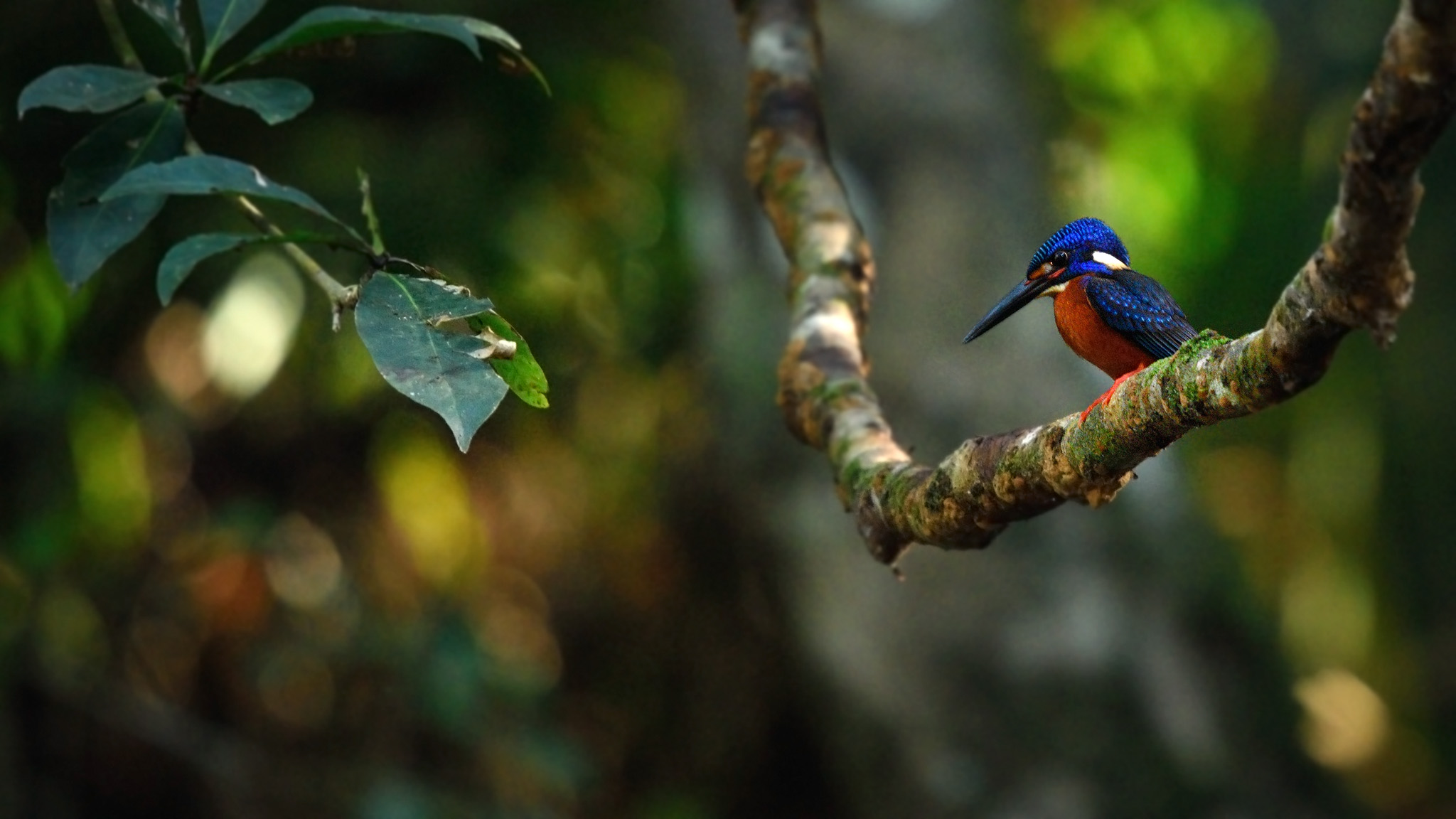
Martin-pêcheur méninting dans le parc national de Khao Yai

## Description
Ce martin-pêcheur, d'apparence très semblable au martin-pêcheur d'Europe, mesure environ 15 cm et pèse près de 18 g.
Il se déplace habituellement en solitaire.

## Alimentation
Cet oiseau est piscivore et insectivore.
Il consomme surtout des petits poissons et des crustacés dont des gammares.
Il mange des insectes aquatiques comme des larves de libellule... et des insectes terrestres comme des sauterelles et des mantes...

## Reproduction
Le martin-pêcheur méninting vit en couple pendant la nidification.
La saison des amours a lieu de mai à juin dans le nord de l'Inde et en janvier dans le sud-ouest de l'Inde.
Le couple d'oiseaux creusent dans les berges argileuses ou sableuses un couloir qui peut atteindre 80 cm de long et se termine par une chambre de ponte. La femelle y pond de 4 à 7 œufs puis elle les couve une vingtaine de jours. Les deux parents donnent la béquée aux petits oisillons 25 jours dans leur nid. Quand les oisillons sortent de leur trou, les parents continuent de les nourrir encore 2 semaines.

## Liens externes

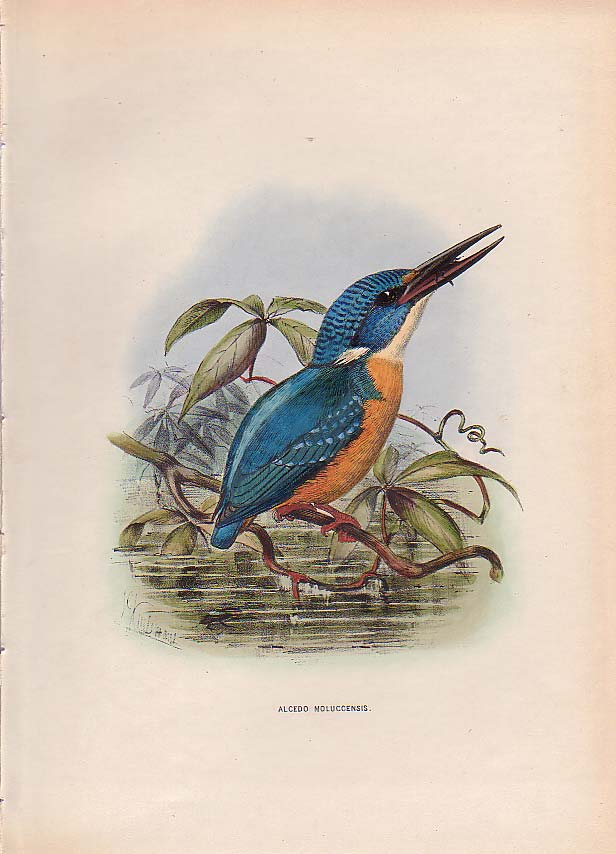